# Dolichopeza nephalia
Dolichopeza nephalia är en tvåvingeart som beskrevs av Alexander 1948. Dolichopeza nephalia ingår i släktet Dolichopeza och familjen storharkrankar. Inga underarter finns listade i Catalogue of Life.